# Irmino
Іrmino (ukrainsk: Ірміно, russisk: Ирмино) er en by i Stakhanov Kommune, Luhansk oblast (region) i Ukraine.  Fra 1977 til 2010 hed byen Teplohirsk'. I 2021 havde byen  9.343 indbyggere.
Landsbyen ligger i den vestlige del af Luhansk oblast, ca. 6 kilometer nordvest for Stakhanov og 51 kilometer vest for oblasthovedstaden Luhansk ved Luhan-floden.
Siden 2014 har Irmino været kontrolleret af styrker fra Folkerepublikken Lugansk og ikke af de ukrainske myndigheder.

## Geografi
Irmino ligger 55 km vest for byen Luhansk. Det er en del af agglomerationen Alchevsk-Kadiivka, i Donbass. Det ligger ved bredden af floden Luhan.

## Navn
- 1808 — 1900 — Petrovka (Petrovka),
- 1900—1962—Brother (Irmino),
- 1977 — 2010 — Teplohirsk (Теплогірсь)

## Demografi
- 1923 - 2.794
- 1926 - 5.276
- 1939 - 15.327
- 1959 - 21.512
- 1979 - 19.090
- 1989 - 18.549
- 2001 - 13.053
- 2012 - 10.200
- 2013 - 10.044
- 2014 - 9.886
- 2015 - 9.764
- 2016 - 9.687
- 2021 - 9.343

## Forsendelse
Irmino var 116 km fra Louhansk med jernbane og 75 km med vej.